# Øde Førslev Kirke
Øde Førslev Kirke er en kirke fra 1100-tallet i den nordlige udkant af landsbyen Førslev, ca. 12 km sydøst for Ringsted på Sjælland.

Kirkens egetræsalter og prædikestol er i brusk-barok stil og er fra 1625. Kirkens korbue-krucifiks, som er ophængt i skibet, er fra 1450